# Leše, Šentjakob v Rožu
Leše (nemško Lessach) je naselje v Občini Šentjakob v Rožu v Okraju Beljak-dežela na Koroškem v Avstriji.